# Daniel Patterson

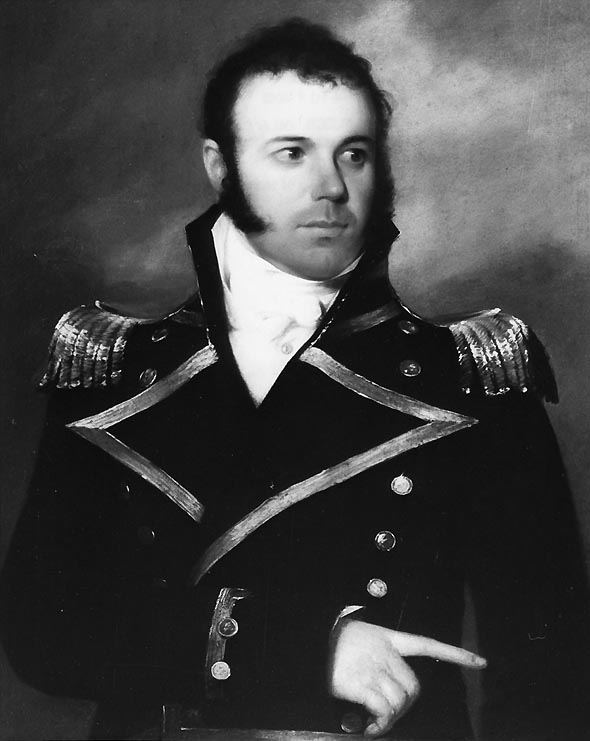
Daniel Patterson.

Daniel Patterson (1786 - 1839) fue un oficial de la Armada de los Estados Unidos durante la Quasi-guerra con Francia, la guerra de Trípoli y la guerra Anglo-Estadounidense de 1812.
Patterson nació en Long Island, su padre, John Patterson fue hermano menor de Walter Patterson, quién fue el primer gobernador real de la Isla del Príncipe Eduardo. John y Walter llegaron a América en los años 1750 desde Ramelton o Rathmullan, Condado de Donegal, Irlanda y sirvieron en el ejército británico en la Guerra Francesa e India. La madre de Daniel Patterson, Catherine Livingston, era hija de Robert Livingston, conocido el Tercer Lord del Señorío Livingston.
- Datos: Q5218402
- Multimedia: Daniel Todd Patterson / Q5218402